# Quararibea ruiziana
Quararibea ruiziana är en malvaväxtart som beskrevs av J.L. Fernández-alonso. Quararibea ruiziana ingår i släktet Quararibea och familjen malvaväxter. Inga underarter finns listade i Catalogue of Life.